# カルタヘナ (スペイン)
カルタヘナ（Cartagena スペイン語発音: [kartaˈxena]）は、スペイン・ムルシア州のムニシピオ（基礎自治体）。地中海に面する港湾都市で、スペイン海軍の基地もある。かつての共和政ローマ期のフェニキア人都市カルタゴ・ノウァとしても知られる。
近隣の都市としては、約40キロ北西のムルシア、90キロ北東のアリカンテが挙げられる。

## 歴史
紀元前227年ごろ、カルタゴの将軍ハスドルバルによってカルト・ハダシュト（新しい都市）という名で建てられた。紀元前8世紀には既にフェニキア人がイベリア半島の海岸に現れており、紀元前5世紀ごろにはイベリア人の一部族によってマスティアという町が建てられている。カルト・ハダシュトはイベリア半島におけるフェニキア人の都となり、紀元前218年、第二次ポエニ戦争においてハンニバルはこの町からイタリア侵攻に出発した。紀元前209年、将軍大スキピオに征服され、共和政ローマの支配下に置かれてカルタゴ・ノウァ（新しいカルタゴ）と呼ばれた。
ローマ時代にはヒスパニアの重要な都市の1つであった。属州ヒスパニア・キテリオールに属し、のちにヒスパニア・カルタギニエンシスの都となった。西ローマ帝国が崩壊し、イベリア半島にゴート人の諸王国ができたのち、ユスティニアヌス1世の時代に東ローマ帝国の領土となった。7世紀、シセブト王率いる西ゴート王国に征服されると、町は破壊され衰退した。
イスラム支配期には町は復興した。1245年、カスティーリャ王国に征服され司教座が再建されたが、1年後に司教座はムルシアに移された。1296年にアラゴン王国の手に渡ったが、1305年にカスティーリャ王国に返却された。
18世紀には地中海海軍の本拠地が置かれ、軍事関連施設が建設されて町は発展した。1868年革命後の1873年、連邦主義者によるカントナリスタ蜂起 (es) が起こったが、翌年までに鎮圧された。
20世紀のスペイン内戦では、カルタヘナは共和国軍の唯一の海軍基地となった。
内戦の最終期、1939年3月28日にマドリードが陥落すると、3月31日にはフランコ軍は「内戦は終結した」旨のラジオ放送を行い、その直後にカルタヘナも陥落した。
現在はムルシア自治州に属し、州議会が置かれている。

## 名所

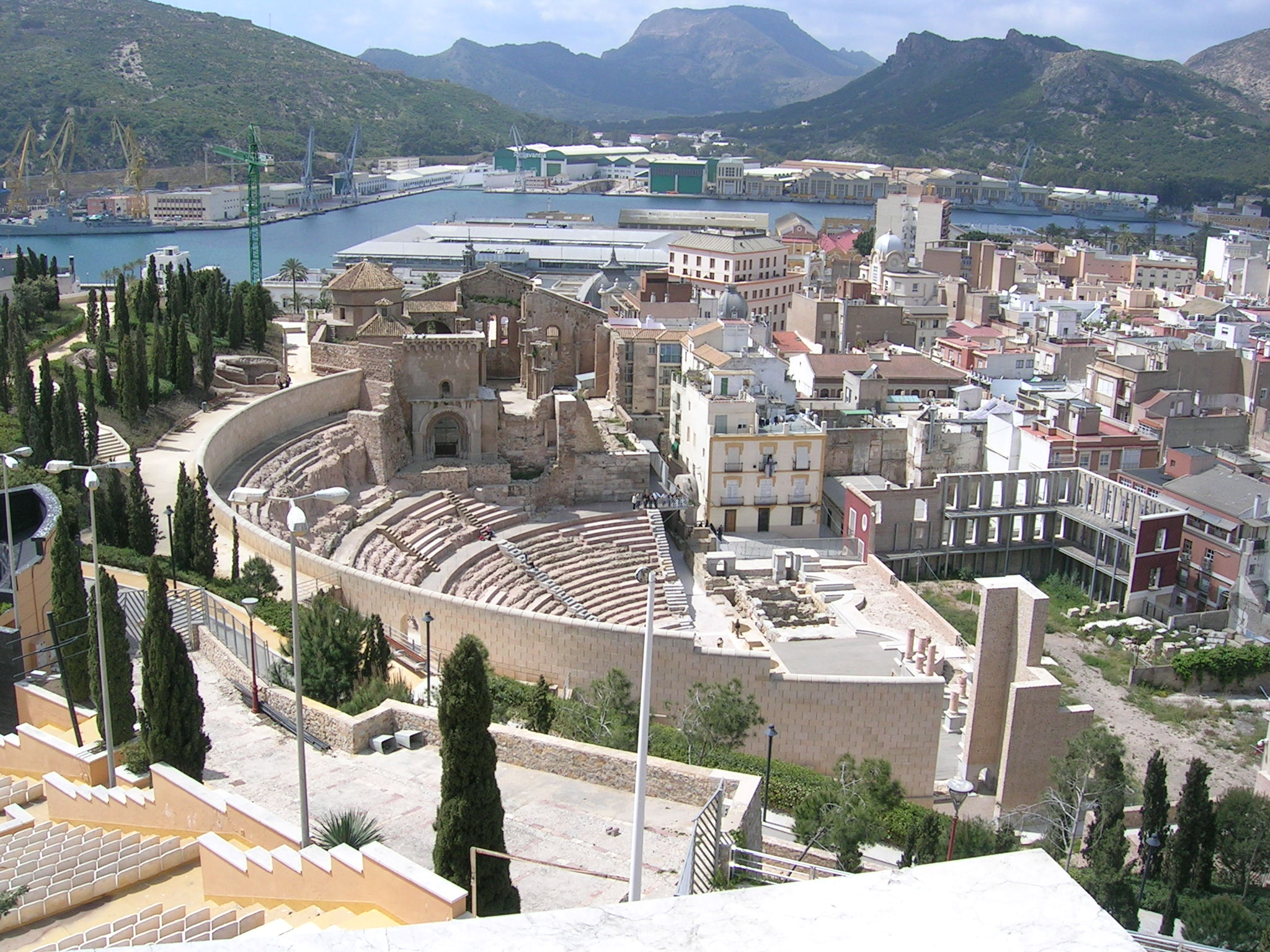
ローマ劇場

- ローマ劇場 - 1987年に発見された紀元前1世紀の遺跡。ここからの出土品は、市立考古学博物館に展示されている。
- 国立海事考古学博物館 - 海中から発見された古代の資料を展示。
- 海軍博物館 - 潜水艦の開発者イサーク・ペラル (en) に関する展示など。

近郊に潟湖のマール・メノールがあり、その周囲にはラ・マンガ (en) などのリゾート地がある。

## スポーツ
- FCカルタヘナ - カルタヘナを本拠地とするサッカークラブ。

## 姉妹都市
- カルタヘナ、コロンビア